# Museum des diplomatischen Korps
Das Museum des diplomatischen Korps (russisch Музей дипломатического корпуса) ist ein privates historisches Museum in der russischen Stadt Wologda. Es befindet sich in dem ehemaligen Privathaus von Pawel Pusan-Pusirewski (Holzhaus, Denkmal der Architektur des ersten Drittels des 19. Jahrhunderts). Dieses Gebäude beherbergte 1918 die Botschaft der USA. Die Ausstellung macht mit den wenig bekannten Ereignissen von Februar bis Juli 1918 bekannt, die mit dem Aufenthalt von elf Botschaften in der Stadt verbunden sind.

## Das diplomatische Korps in Wologda 1918
Ab Ende Februar 1918 wurde Wologda zur „diplomatischen Hauptstadt Russlands“. Unter Androhung der deutschen Besetzung von Sankt Petersburg zogen Vertreter von 11 Botschaften (von den Vereinigten Staaten, Großbritannien, Frankreich, Serbien, Belgien, Siam, Italien), Konsulaten (von Brasilien) und Missionen (japanische, chinesische und schwedisch-dänische) unter der Leitung des amerikanischen Botschafters David Rowland Francis nach Wologda.
Die Wahl fiel auf Wologda, weil die Stadt weitab von der Front lag, eine günstige Straßenverkehrslage hatte und eine Kreuzung der wichtigsten Eisenbahnstrecken war, wodurch das diplomatische Korps in jede Richtung evakuiert werden konnte.
Während ihres fünfmonatigen Aufenthalts in Wologda erkundeten die Diplomaten die politische Situation in Sowjetrussland und reichten den Regierungen ihrer Länder entsprechende Berichte weiter. Die bolschewistische Regierung konnte das nicht unbeachtet lassen, sie begann seit Mitte 1918 ihre Macht in der Stadt zu etablieren und Repressivmaßnahmen gegen „Konterrevolutionäre“ zu unternehmen. Deswegen verließ das diplomatische Korps am 24. Juli 1918 die Stadt.
Später wurde der Aufenthalt der Diplomaten in Wologda vergessen, selbst dessen Erwähnung war politisch gefährlich. In der sowjetischen Propaganda brandmarkte man die Diplomaten als „Mithelfer des Imperialismus“, erwähnt wurde nur ihre subversive Tätigkeit gegen die Sowjetmacht.
In anderen Ländern hielt man den Aufenthalt des diplomatischen Korps in Wologda für verlorene Zeit. Erst in den 1990er Jahren kam man in den wissenschaftlichen und publizistischen Werken zur Erkenntnis von der Wichtigkeit der Diplomatentätigkeit in Wologda.

## Geschichte des Museums

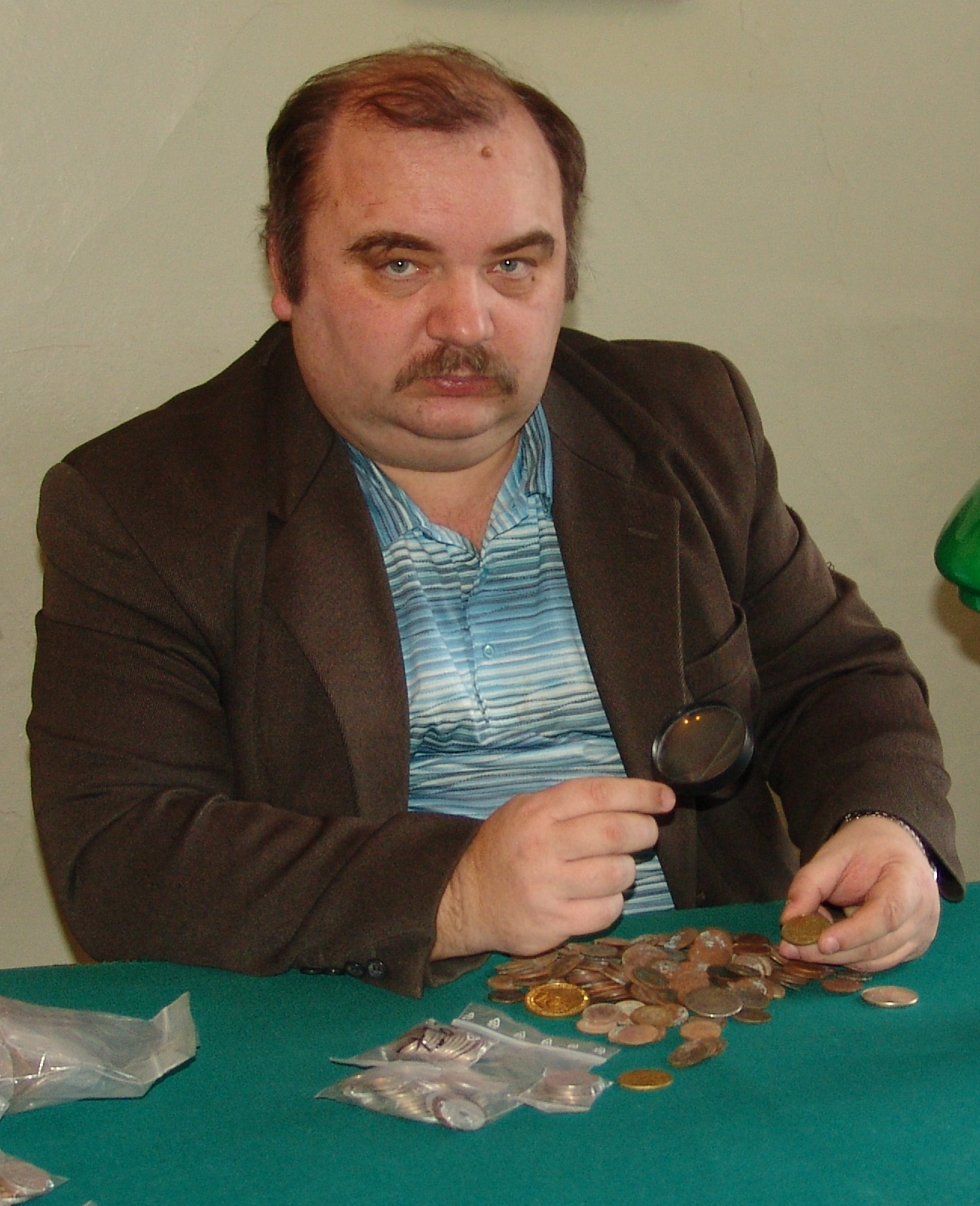
Alexander Bykow (Gründer und Leiter des Museums)

1996 begann der Wologdaer Geschichtsforscher Alexander Bykow Material über den Aufenthalt des diplomatischen Korps in Wologda zu sammeln. Ihm gelang eine ganze Reihe der Haushaltsgegenstände aus der Umgebung der Diplomaten, Kopien bedeutender Dokumente (die meisten von ihnen stammten aus den lokalen Archiven und dem privaten Archiv von D. R. Francis in St. Louis) zusammenzustellen. Am 16. Juli 1997 veranstaltete Alexander Bykow im Haus von Pusan-Pusirewski (im früher privaten Holzhaus, gebaut im ersten Drittel des 19. Jahrhunderts, wo sich 1918 die Botschaft der Vereinigten Staaten befand) eine Ausstellung Die ausländischen Botschaften in Wologda 1918. Dieser Tag gilt als Tag der Gründung des Museums.
Bald gelang es Bykow, Zugang zu den Dokumenten aus dem französischen Diplomatischen Archiv und dem Operativen Archiv des Inlandsgeheimdienstes FSB zu bekommen, er ließ Kopien der Dokumente über die Tätigkeit der französischen Botschaft in Wologda anfertigen. Auf Grund dieses Materials und mit Unterstützung und Beteiligung der Botschaft der USA in Russland wurde die Ausstellung vorbereitet – es wurden zwei Säle des Diplomatischen Korps festlich eröffnet, an der Zeremonie nahm der Botschafter der USA, James Franklin Collins, teil.
Viele Verwandte der an den Ereignissen von 1918 Beteiligten besuchten das Museum. Zu diesen gehören:
- Talton Francis Ray – Geschäftsmann, Enkel des Botschafters der USA in Russland in den Jahren 1916–1918 David Rowland Francis
- Sir Chips Keswick – Enkel des britannischen Botschafters F. О. Lindley
- Tania Rose – Tochter des Korrespondenten von The Manchester Guardian Ph. Price
- Jean Dulce – Enkel des französischen Botschafters Dulce

Unter den Besuchern waren auch Persönlichkeiten aus dem In- und Ausland:
- Prinz Michael von Kent – Angehöriger des englischen Königshauses
- Baron Eduard von Falz-Fein – deutscher Mäzen russischer Herkunft aus dem Fürstentum Liechtenstein
- James Hadley Billington – Leiter der Library of Congress der USA
- James Franklin Collins – Botschafter der USA in Russland von 1997 bis 2001
- Sir Rodric Quentin Braithwaite – Botschafter von Großbritannien in Russland in den Jahren 1988–1992
- Weitere Vertreter der Botschaften der USA, von Großbritannien, Frankreich, Italien, Japan, Brasilien, Kanada, Ungarn
- Norman E. Saul – Historiker, Autor eines dreibändigen Werkes, das den russisch-amerikanischen Beziehungen gewidmet ist
- Harper Barnes – Historiker, der offizielle Biograph von David Rowland Francis[4]
- Alexander Korschakow – Sicherheitschef von Boris Jelzin in den Jahren 1990–1996
- Nikita Belych – Vorsitzender der „Union der Rechten Kräfte“ (2005–2008), Gouverneur der Oblast Kirow (seit 2009)[5]

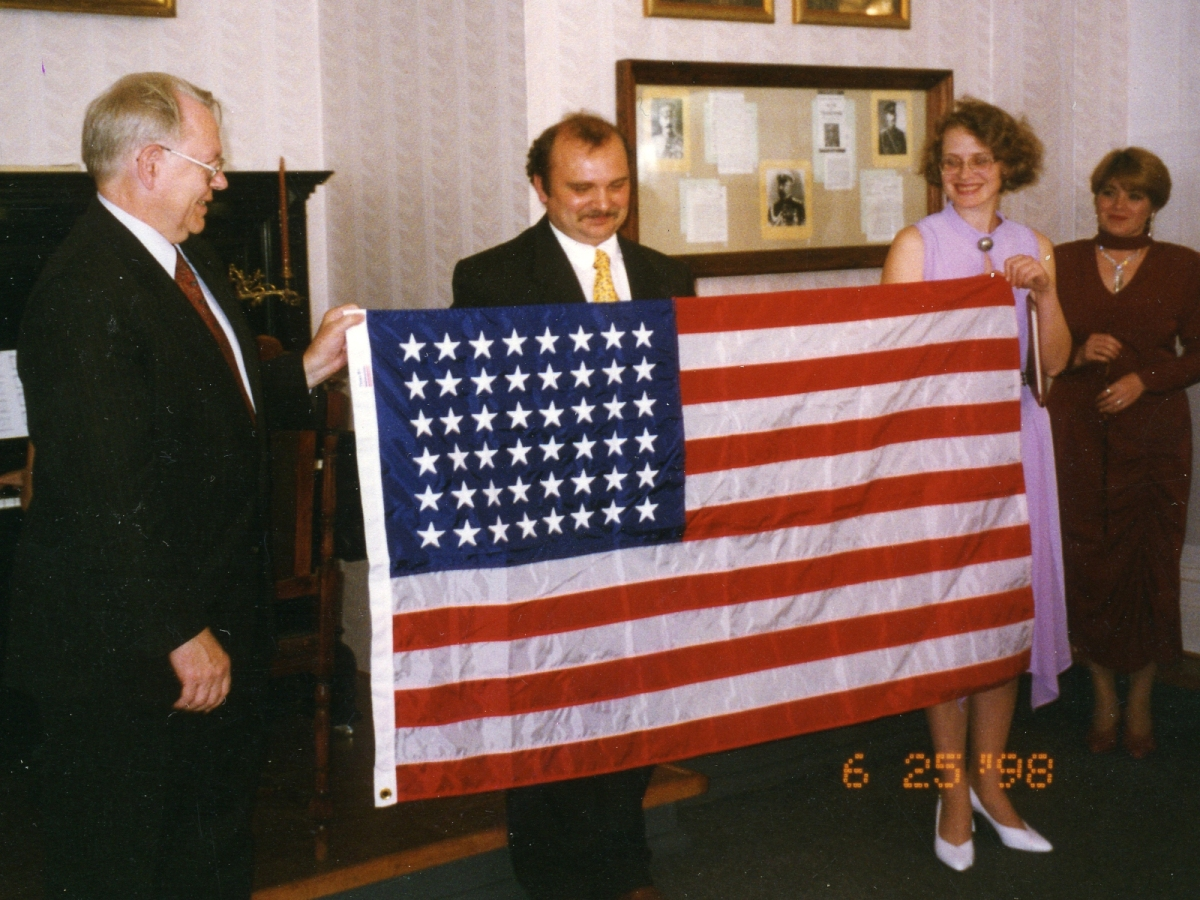
Zeremonie der Eröffnung von zwei Museumssälen am 25. Juni 1998. Links: Der amerikanische Botschafter James Collins; in der Mitte: Museumsleiter Alexander Bykow
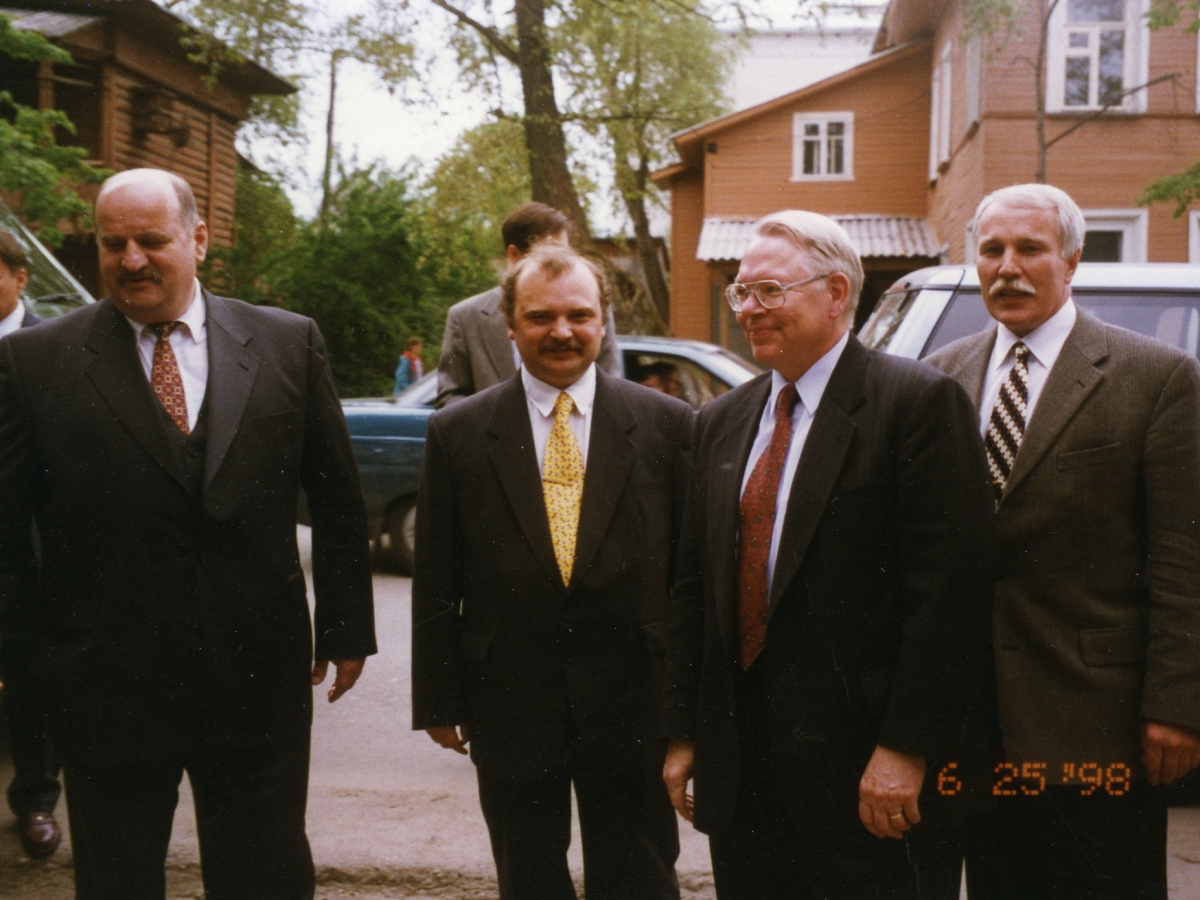
Von links nach rechts: Alexei Jakunitschew (Bürgermeister), Alexander Bykow, James Collins (Botschafter der USA) und Iwan Pozdnjakow (der stellvertretende Gouverneur der Oblast Wologda) am 25. Juni 1998.
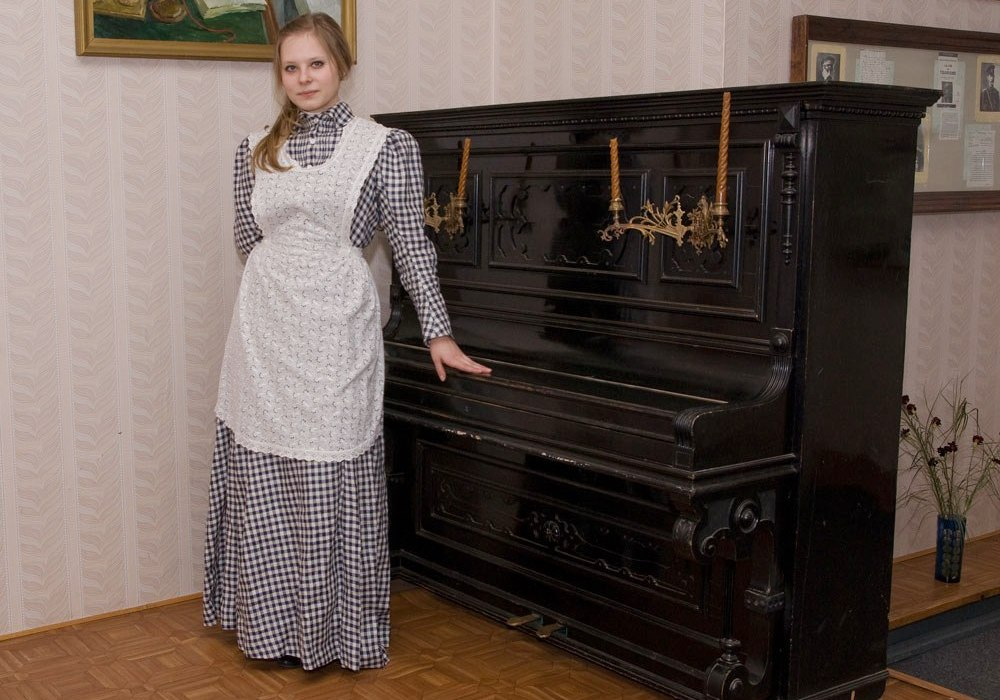
An den festlichen Veranstaltungen lebte die Atmosphäre der Epoche wieder auf

## Ausstellung
Gezeigt werden Dokumente, Briefe, Tagebücher (aus den Archiven Russlands, den USA, Großbritannien, Frankreich), und auch Gegenstände, die den Menschen gehörten, die an den Ereignissen beteiligt waren. Die Exponate vergegenwärtigen die Atmosphäre von Russland nach der Oktoberrevolution 1917.

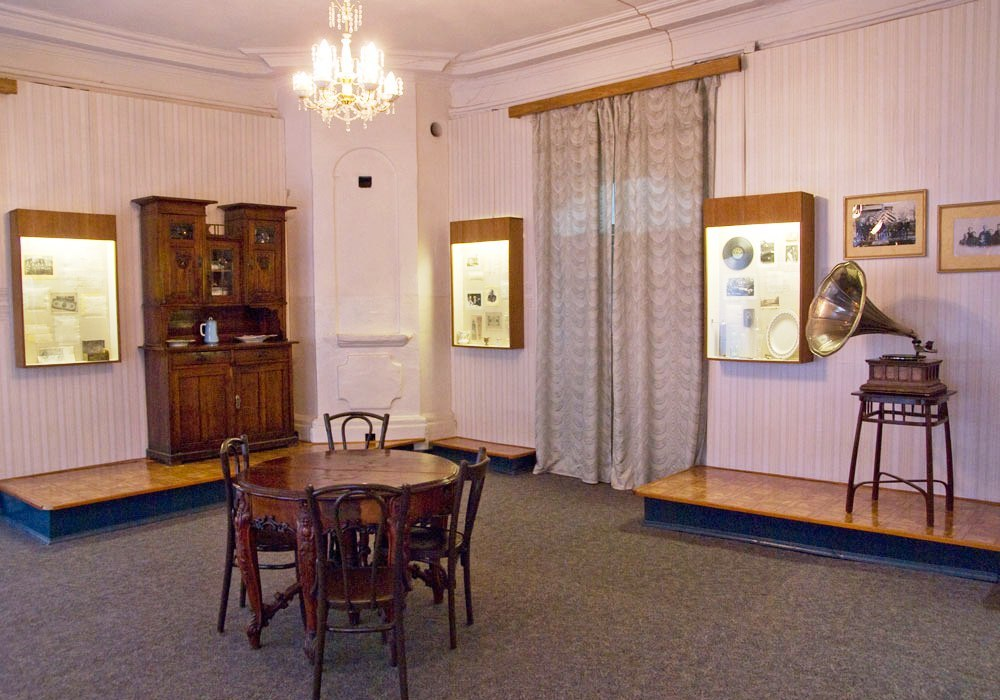
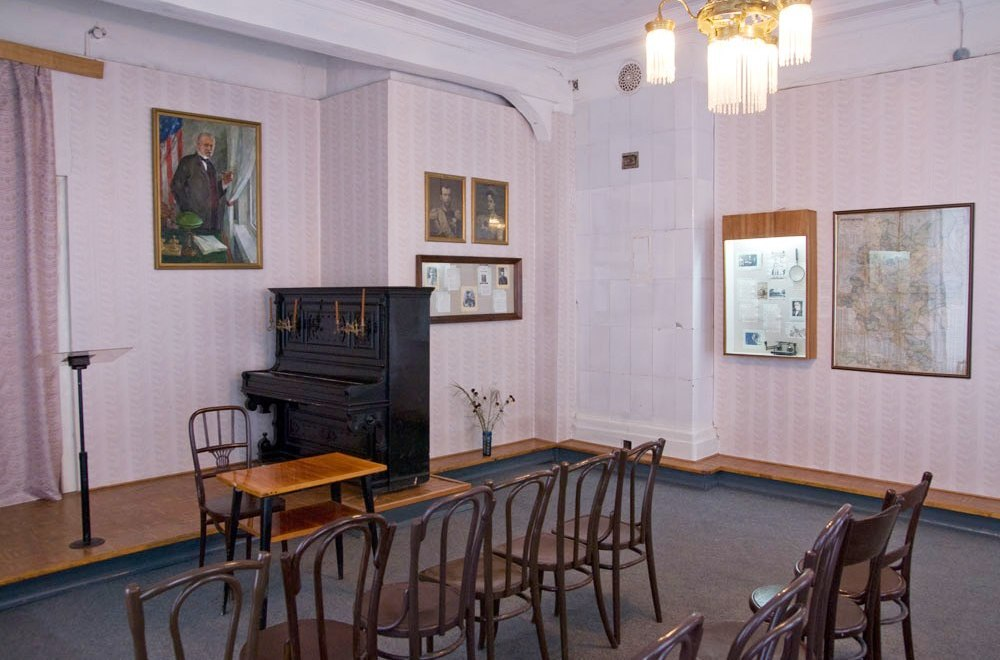
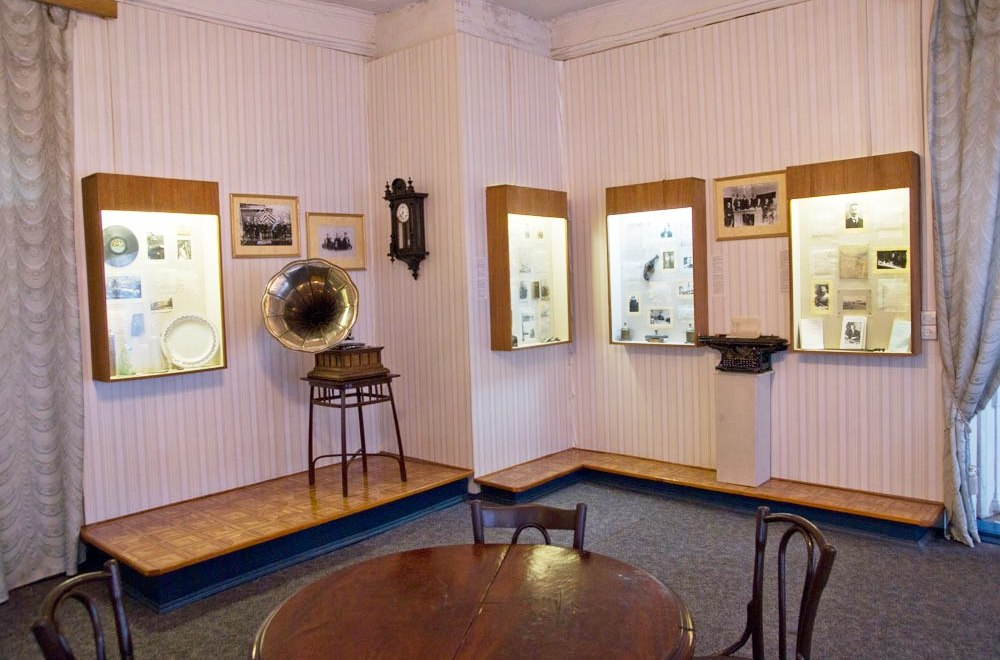

## Tätigkeit des Museums

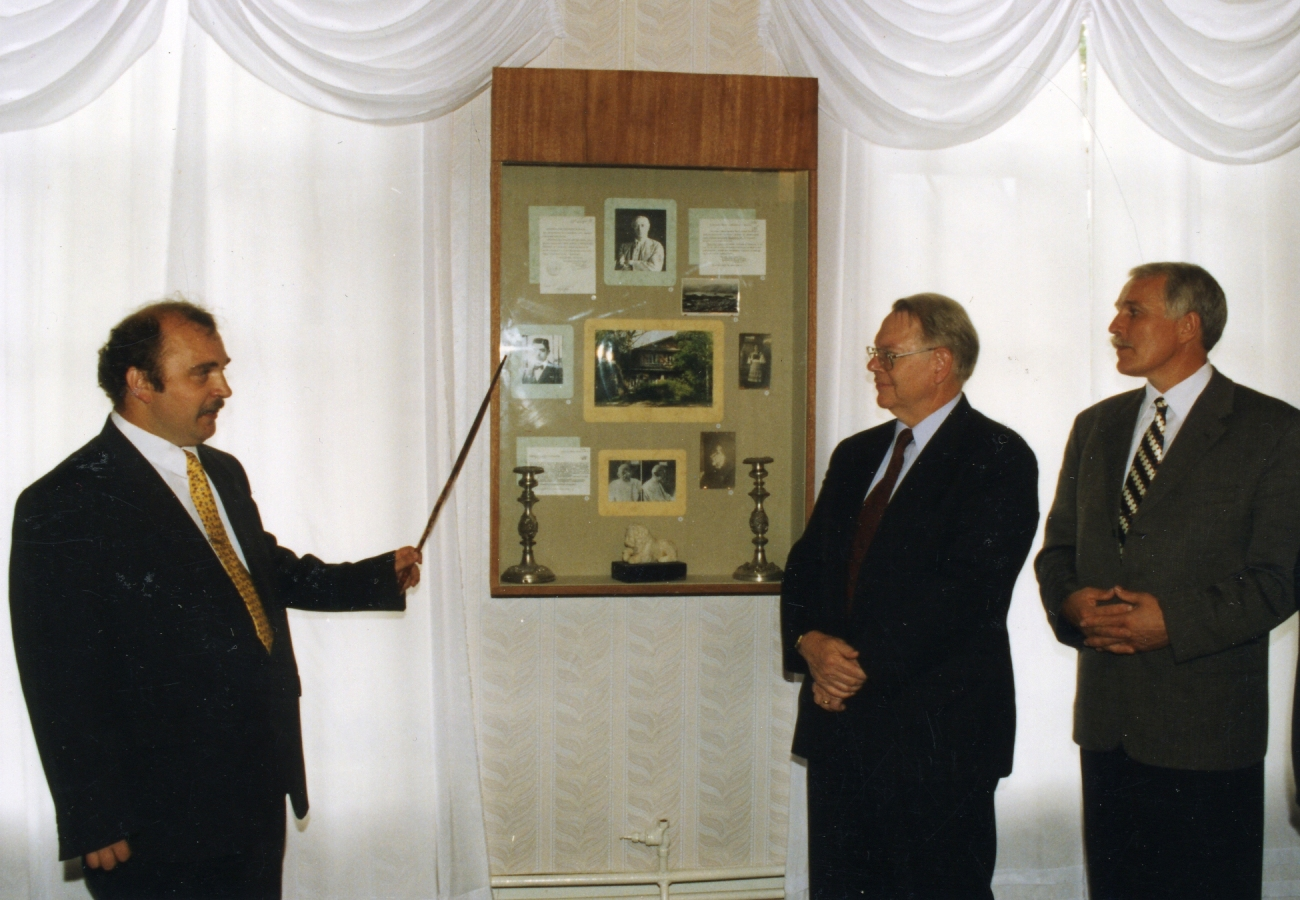
Museumsleiter Alexander Bykow bei einer Führung

Das Museum bietet ein Kulturprogramm – Musik- und Kulturabende, stand-up meals in den Museumssälen – im Museum selbst wie auch in der Stadt an. Die Ausstellung wird auch als Impuls im schulischen Unterricht in Geschichte, Literatur, Fremdsprachen verwendet. In dem Museum gibt es auch eine Souvenirabteilung, wo ein Sortiment an Souvenirs, Verlagserzeugnissen, Erzeugnissen des Volkskunstgewerbes und Numismatikartikeln zu finden ist.